# Karate ai I Giochi panamericani giovanili
Le competizioni di karate ai I Giochi panamericani giovanili si sono svolte dal 4 al 5 dicembre a Jamundí, in Colombia

## Podi

### Ragazzi
| Evento | Oro              | Argento                      | Bronzo                         |
| 60 kg  | Frank Ruiz       | Lucas Bruno Silva dos Santos | Kurt García                    |
| 60 kg  | Frank Ruiz       | Lucas Bruno Silva dos Santos | Alejandro Rivas                |
| 67 kg  | Tomás Freire     | Carlos Chacón                | Juan Caicedo                   |
| 67 kg  | Tomás Freire     | Carlos Chacón                | Nicolás Bouroncle              |
| 75 kg  | Safin Kasturi    | Víctor Valdovinos            | Gabriel Pinheiro               |
| 75 kg  | Safin Kasturi    | Víctor Valdovinos            | César Olaya                    |
| 84 kg  | Saisheren Senpon | Benjamín Núñez               | Dariel Ducasse                 |
| 84 kg  | Saisheren Senpon | Benjamín Núñez               | André Simões Freire dos Santos |
| +84 kg | Giovani Salgado  | Pablo Benavides              | Nicolás Barrón                 |
| +84 kg | Giovani Salgado  | Pablo Benavides              | Diego Lemus                    |

### Ragazze
| Evento | Oro               | Argento         | Bronzo               |
| 50 kg  | Yamina Lahyanssa  | Irma Delgado    | Catalina Valdés      |
| 50 kg  | Yamina Lahyanssa  | Irma Delgado    | Lili Alvarado        |
| 55 kg  | Trinity Allen     | Ericka Luque    | Juliana Cano         |
| 55 kg  | Trinity Allen     | Ericka Luque    | Ileana Miranda       |
| 61 kg  | Janessa Fonseca   | Anna Prezzoti\| | Alexandra Wainwright |
| 61 kg  | Janessa Fonseca   | Anna Prezzoti\| | Natalia Bernal       |
| 68 kg  | Bárbara Rodrigues | Destiny Vergara | María Briones        |
| 68 kg  | Bárbara Rodrigues | Destiny Vergara | Pamela Campos        |
| +68 kg | Gianella Lozano   | Laura Pescador  | Andrea Ruiz          |